# 放物面
放物面 (paraboloid) は、
{\displaystyle z={\frac {x^{2}}{a^{2}}}\pm {\frac {y^{2}}{b^{2}}}}

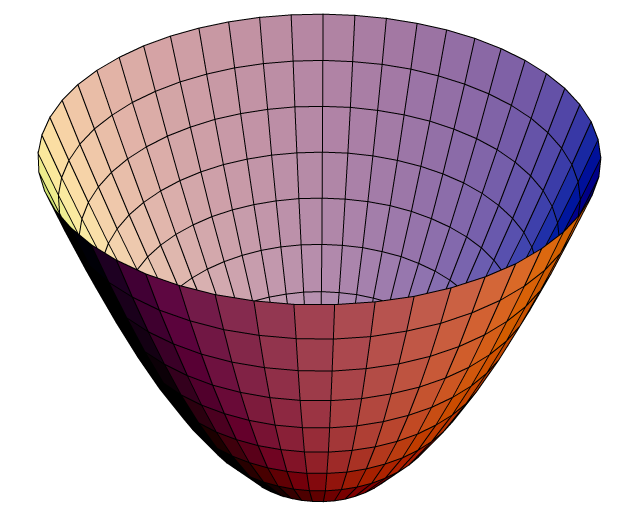
回転放物面

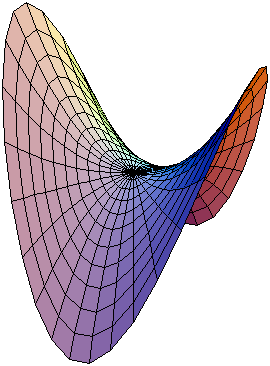
双曲放物面

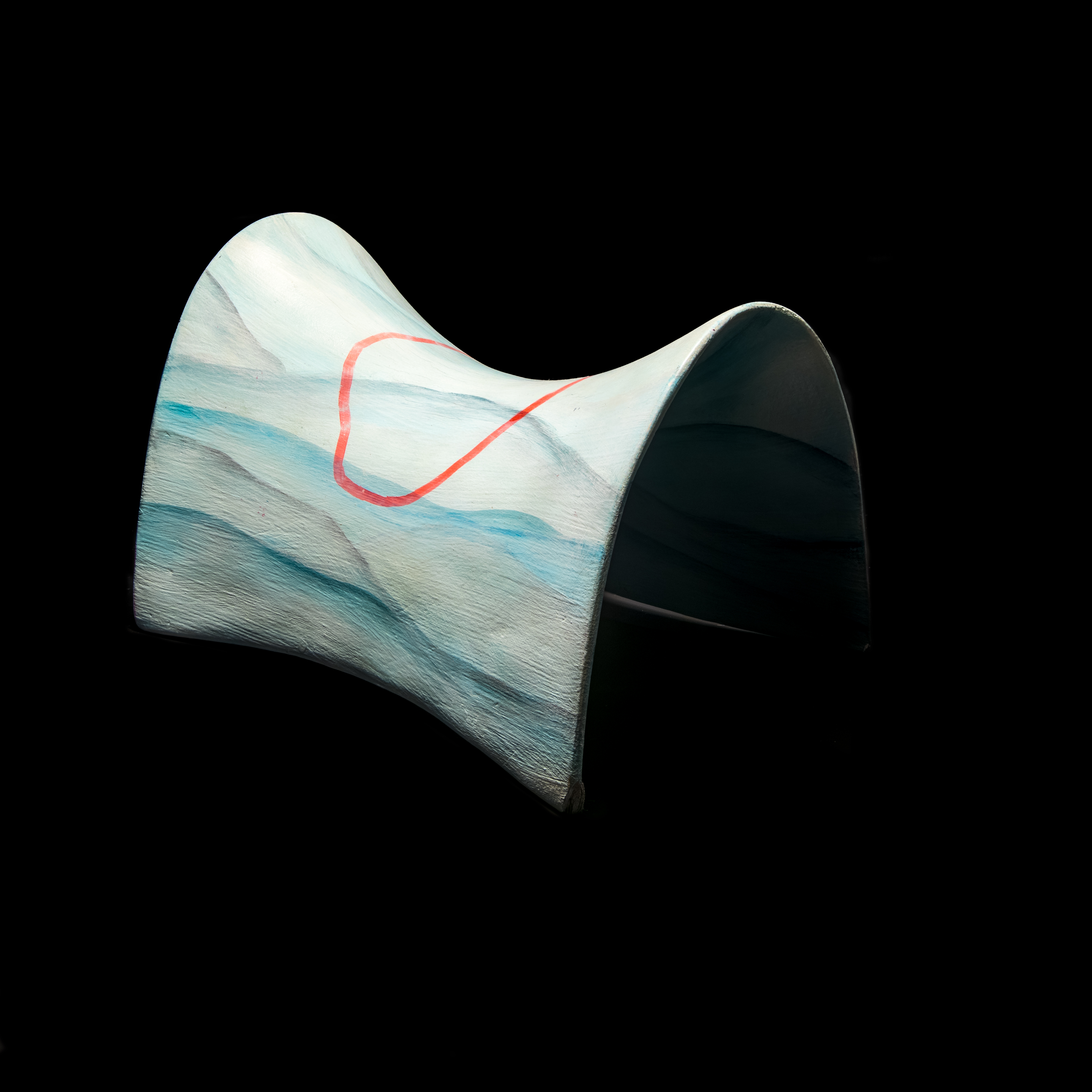
双曲線放物面を示すサーフェス

の一般式（複号はいずれか）もしくはその座標変換で表される二次曲面である。この式で表される放物面の、垂直面（z軸を垂直とする）に対する断面は放物線である。
そのうち、
{\displaystyle z={\frac {x^{2}}{a^{2}}}+{\frac {y^{2}}{b^{2}}}}
{\displaystyle z={\frac {x^{2}}{a^{2}}}-{\frac {y^{2}}{b^{2}}}}
で表される放物面をそれぞれ楕円放物面または長円放物面 (elliptical paraboloid)、双曲放物面 (hyperbolic paraboloid) という。水平面に対する断面はそれぞれ楕円と双曲線である。
楕円放物面で a = b  の場合
{\displaystyle z={\frac {x^{2}}{a^{2}}}+{\frac {y^{2}}{a^{2}}}}
は、放物線の回転体である回転放物面 (paraboloid of revolution) となる。水平面に対する断面は円である。楕円放物面や長円放物面に回転放物面を含めないこともある。

## 工学への利用
回転放物面に平行に入射した電磁波（光）や音は放物線の焦点へただ一点に集まる性質があり様々な機器に利用されている。
- パラボラアンテナ
- 反射望遠鏡
- パラボラマイク
パラボラ反射板を利用し目的音のエネルギーを高めて集音するマイクロフォン[1]。
- パラボラ電話（パラボラ集音器）
2つのパラボラを向かい合うように設置して小さい声でも反対側の焦点ではよく聞こえるように設計された実験装置[2][3]。